# 890 Waltraut
890 Waltraut
890 Waltraut là một tiểu hành tinh ở vành đai chính. Nó được Max Wolf phát hiện ngày 11.3.1918 ở Heidelberg, và được đặt theo tên Waltraut, nhân vật trong vở opera Götterdämmerung (Twilight of the Gods) của Richard Wagner.